# Château de Franqueville
Le château de Franqueville est une demeure, du XIXe siècle, construite à l'emplacement d'un château du XVIIe siècle, qui se dresse, dans le Cotentin, sur le territoire de la commune française de Fontenay-sur-Mer, dans le département de la Manche, en région Normandie. L'édifice est partiellement inscrit au titre des monuments historiques.

## Localisation
Le château est situé à 1 kilomètre au nord-nord-ouest de l'église Saint-Martin de Fontenay-sur-Mer, dans le département français de la Manche.

## Description
Du château du XVIIe siècle, il subsiste un pavillon d'entrée percé d'une haute porte voûtée et quatre niches qui pourraient avoir abrité des statues. De chaque côté de ce pavillon, des communs qui se terminent par des tourelles coiffées en poivrières. Quant au château actuel, il date du XIXe siècle.

## Protection
Les façades et les toitures des communs et de la chapelle sont inscrites au titre des monuments historiques par arrêté du 21 octobre 1970.